# Юркин, Радий Петрович
Радий Петрович Ю́ркин (1928—1975) — подпольщик Великой Отечественной войны, участник антифашистской организации «Молодая Гвардия». Самый молодой участник подполья.

## Биография

### До войны
Радий Юркин родился 8 сентября (в других источниках — 8 января) 1928 года в Сорокино Луганской области Украины в семье служащего.
В 1933 — 1938 годах семья жила в Великом Суходоле, где его отец — Пётр Данилович работал председателем сельского Совета.
В 1942 году Радий окончил семь классов школы № 1 имени М. Горького.

### Во время войны
В первые дни оккупации он становится участником подпольной группы, которой руководил Сергей Тюленин: входил в пятерку, руководимую Тюлениным, в составе которой совершал нападения на вражеские автомашины, распространял листовки, собирал оружие.
В октябре 1942 год года по рекомендации командира «Молодой гвардии» И. Туркенича — был принят в ряды ВЛКСМ. В дни арестов молодогвардейцев Радий смог уйти из Краснодона в Красный Луч, а затем в Ворошиловград, где скрывался до прихода Красной Армии.
В октябре 1943 года ЦК ВЛКСМ направляет Радия в школу лётчиков первоначального обучения, по окончании которой в январе 1945 года он получил назначение на Тихоокеанский флот. Принимал участие в боях с японцами. Затем служил на Краснознаменном Балтийском и Черноморском флотах.

### После войны
В 1950 году Радий Юркин закончил Ейское военное авиаучилище. В период учёбы избирался членом Краснодарского краевого комитета комсомола, был делегатом XI съезда ВЛКСМ.
В 1951 году вступил в члены КПСС.
В 1957 году по состоянию здоровья уволен в запас.
Жил в городе Краснодоне. Работал механиком в Краснодонской автоколонне. Много сил и времени отдавал военно-патриотическому воспитанию молодежи, был страстным пропагандистом беспримерного подвига своих друзей-молодогвардейцев. Вместе с другими оставшимися в живых молодогвардейцами Радий Петрович участвовал в реабилитации Виктора Третьякевича.
16 июля 1975 года Радий Петрович Юркин умер. Похоронен в городе Краснодоне.

## Семья
- мать — Мария Константиновна (1906—1976), последние годы проживала в Свердловске, похоронена на Широкореченском кладбище
- отец — Пётр Данилович, погиб во время войны в Волгоградской области.
  - Сестра — Лилия,
  - младший брат — Алик.

У Радия Петровича и его жены Валентины Андреевны было трое детей: старший сын Юрий, младший сын Валерий и дочь Лена.

## Награды
- два ордена Красного Знамени
- орден Красной Звезды
- медаль «Партизану Отечественной войны» I степени
- медаль «За победу над Японией»
- медаль «За боевые заслуги»